# Стрільчинці
Стрі́льчинці — село в Україні, у Немирівській міській громаді Вінницького району Вінницької області. Населення становить 629 осіб. 

## Історія
Відповідно до Розпорядження Кабінету Міністрів України від 12 червня 2020 року № 707-р «Про визначення адміністративних центрів та затвердження територій територіальних громад Вінницької області» увійшло до складу Немирівської міської громади.
19 липня 2020 року, в результаті адміністративно-територіальної реформи та ліквідації Немирівського району, село увійшло до складу Вінницького району. 
Неподалік від села розташований ландшафтний заказник «Лучанське».

## Відомі люди
- Відибіда-Руденко Петро — громадський діяч Української Народної Республіки, православний митрополит (народився в Стрільчинцях)
- Коряк Василь Мусійович (1942–2015) — поет-гуморист, сатирик (працював у школі села)
- Генрик Яблонський — польський поет (народився в Стрільчинцях).